# Brachypelma smithi
A Brachypelma smithi tarântula também conhecida como Caranguejeira de Joelho Vermelho Mexicana, tem o nome por ser originária do méxico. Possuem  junções das patas de cor alaranjada-vermelha, as quais lhe dão o nome, e as suas partes escuras bem pretas. Estas aranhas podem viver até aos 25 anos, se não mesmo 30.

## Comportamento
São aranhas dóceis, que juntamente com o seu tamanho e cores fortes, chamam a atenção de criadores e colecionadores sendo muito conhecidas neste meio. Também ficou conhecida por programas de televisão de canais como o Discovery Channel e o National Geographic Channel.

## Tamanho
Possuem cerca de 20 cm de extensão.

## Alimentação
Podem comer roedores (ratos), lagartos, sapos e mesmo pássaros ou ainda apresentar comportamento canibalístico. Todavia, sua alimentação básica constitui-se em insetos (baratas, grilos e gafanhotos).São capazes, também de ficar semanas sem comer.

## Habitat
Cava pequenas covas em zonas de bosques secos de temperatura variando entre 25 e 28 graus e humidade de 60 a 70%

## Mantê-las como animais de estimação
Estas aranhas são muito calmas, dando excelentes animais de estimação. As suas necessidades exigem 1 grilo, barata ou gafanhoto por cada semana e, como qualquer outra tarântula de estimação, precisam de água a toda a hora, precisam de uma grande camada de substrato no terrário pois estas aranhas escavam tocas, mas isso não significa que não precisa de um esconderijo propositadamente colocado. Quando estas aranhas apresentam falta de pêlos no abdómen significa que estão prestes a fazer a muda. Nesta situação a humidade no terrário deve ser aumentada para a pele ficar amolecida, facilitando á tarântula o processo de muda. Como qualquer outra tarântula não necessita nem deve ter um terrário muito espaçoso, pois pode dificultar a caça dos insectos que lhe servem de alimento. Estas aranhas reproduzem-se muito depressa, pondo mais de cem ovos num ano. Caso exista intenção de acasalar as aranhas, deve ser tomado cuidado pois a fêmea pode comer o macho assim que tiver oportunidade. Estas aranhas podem mesmo ser o animal de uma criança. Caso a aranha solte pelos no ar, deve ter-se muito cuidado pois na boca ou nos olhos estes pelos são perigosos. Caso entrem em contacto com essas zonas, a vitima deve ser levada imediatamente do hospital.

## Galeria

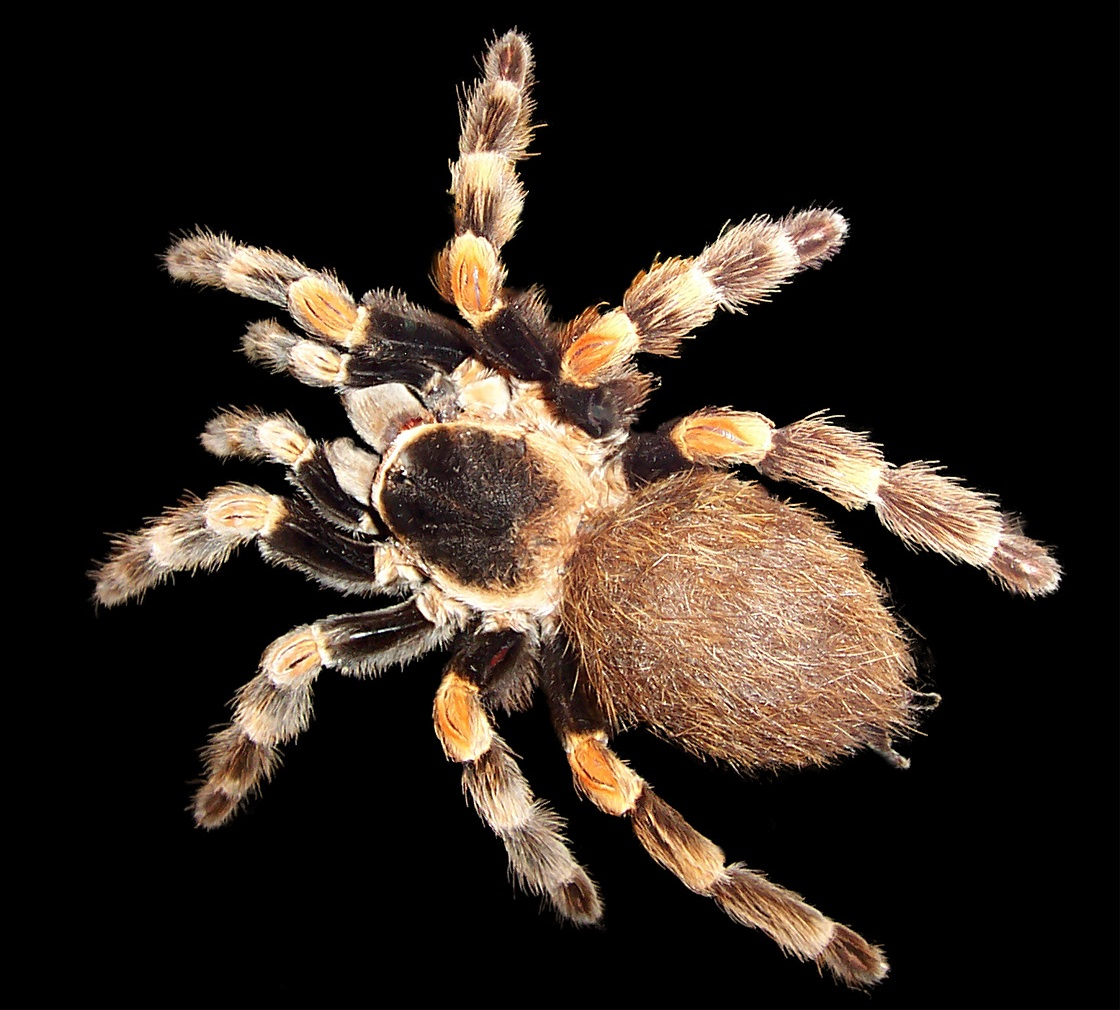
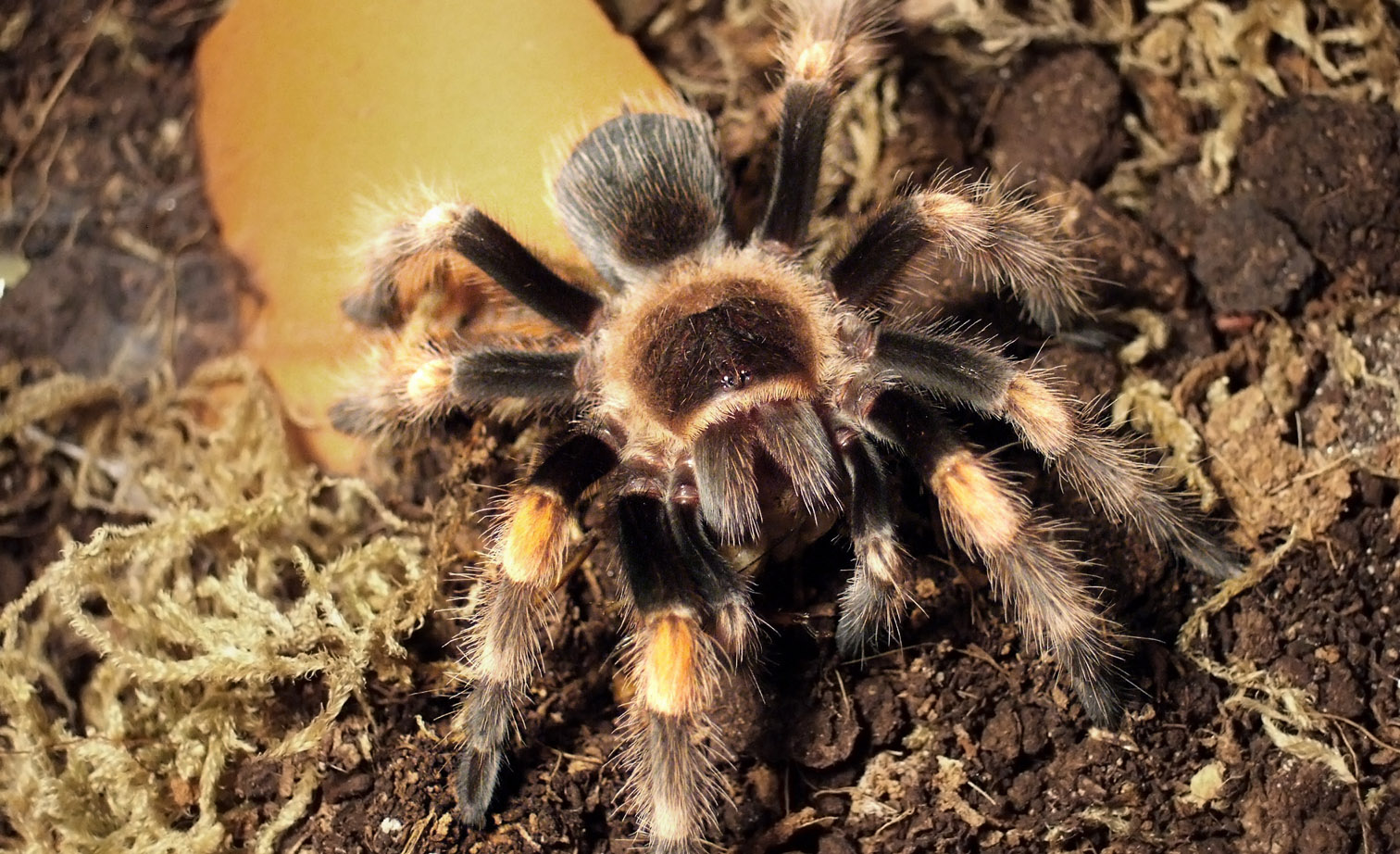
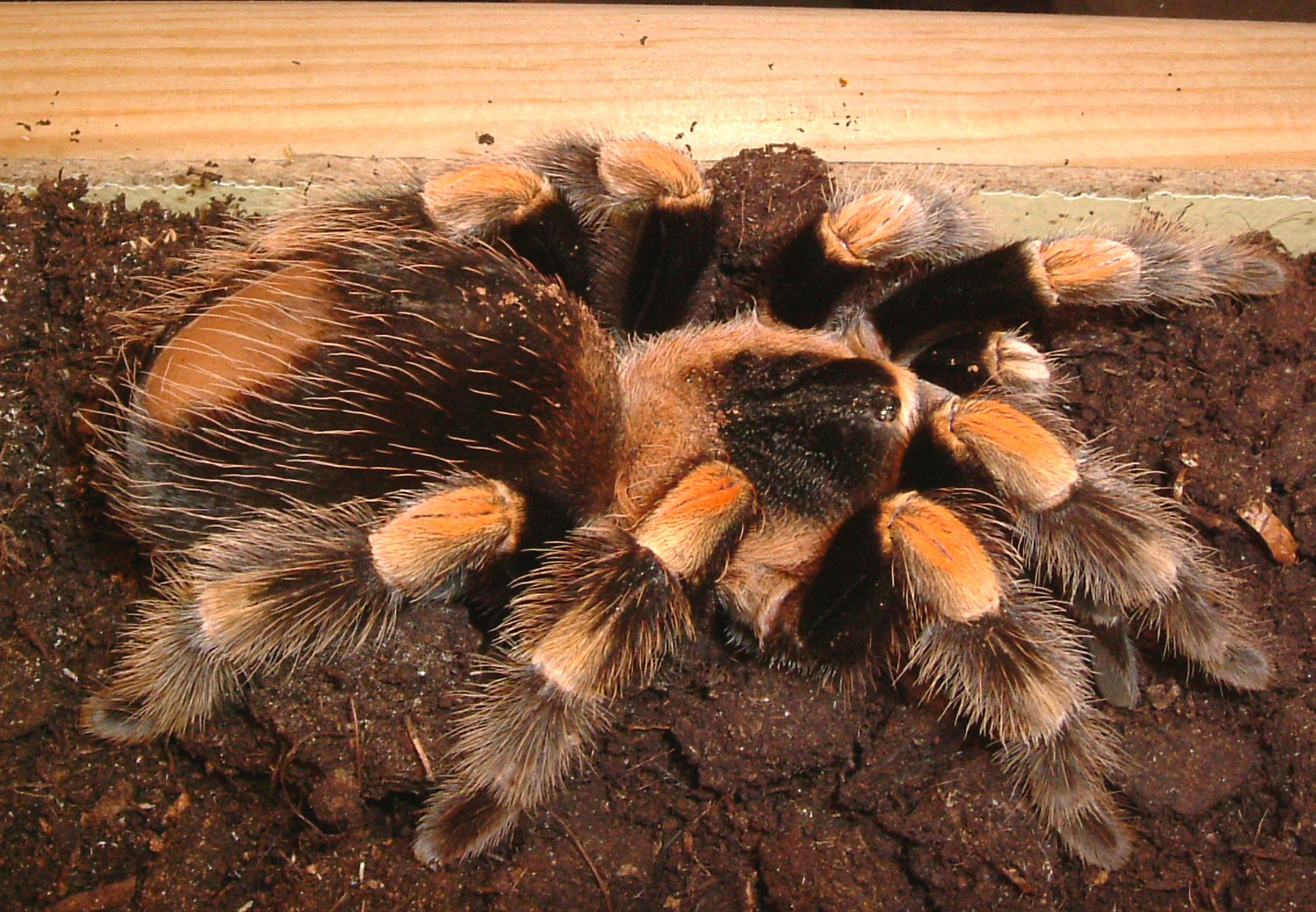
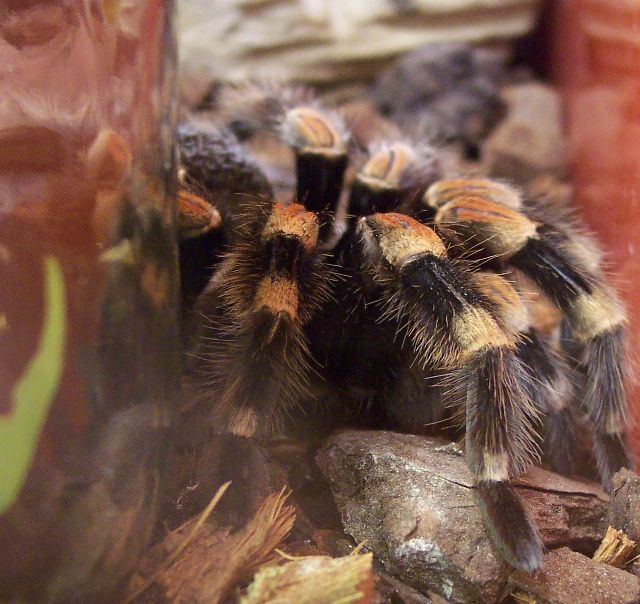
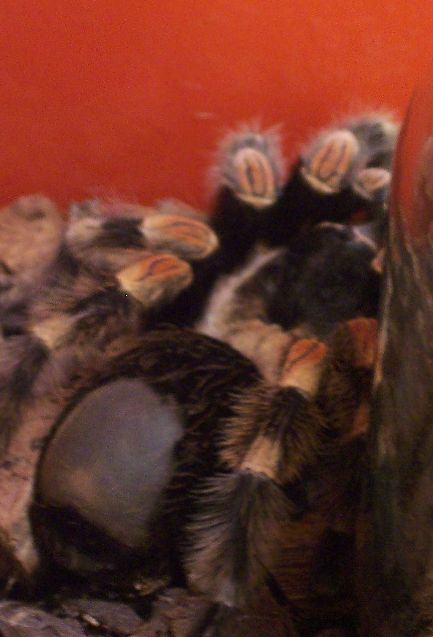
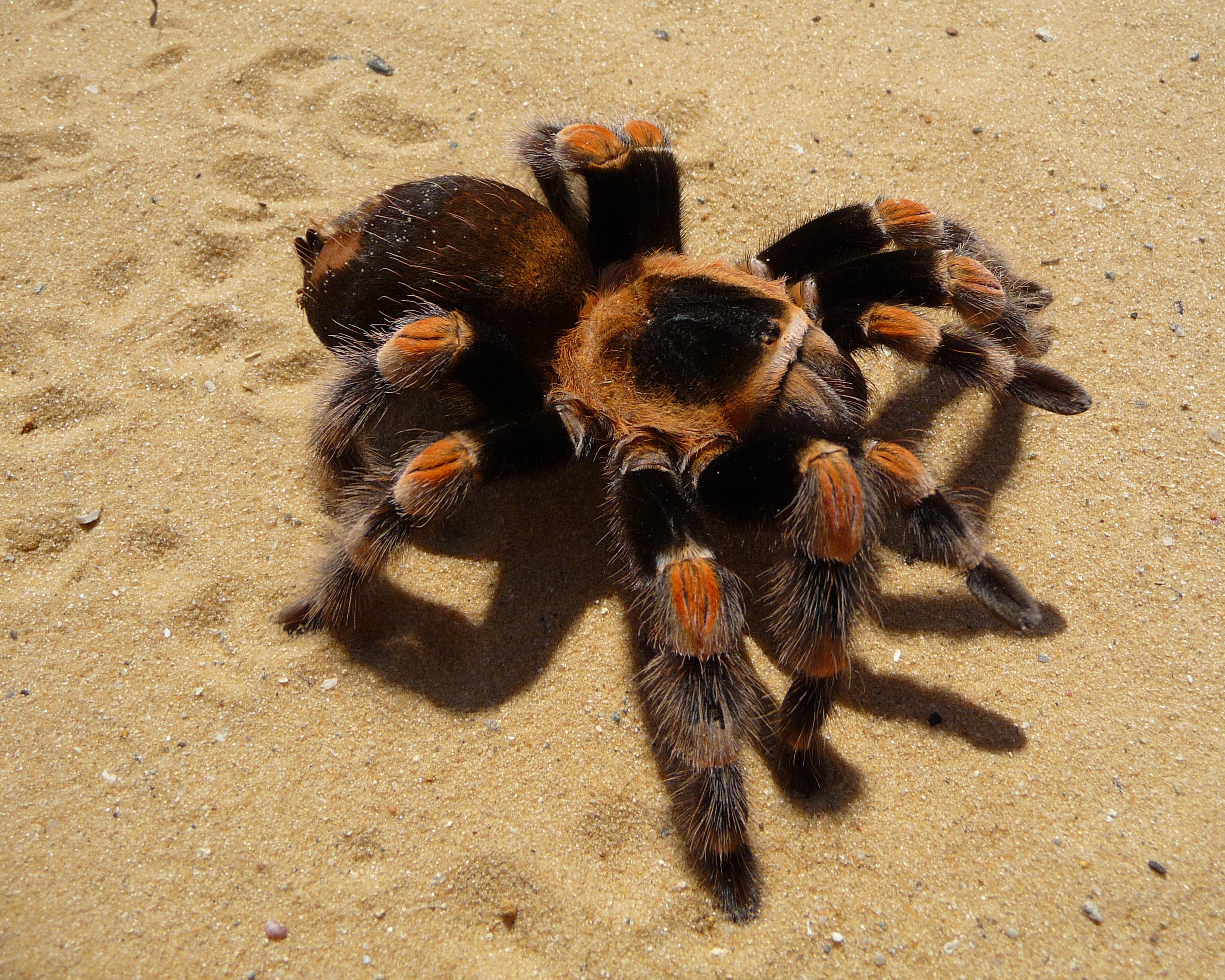
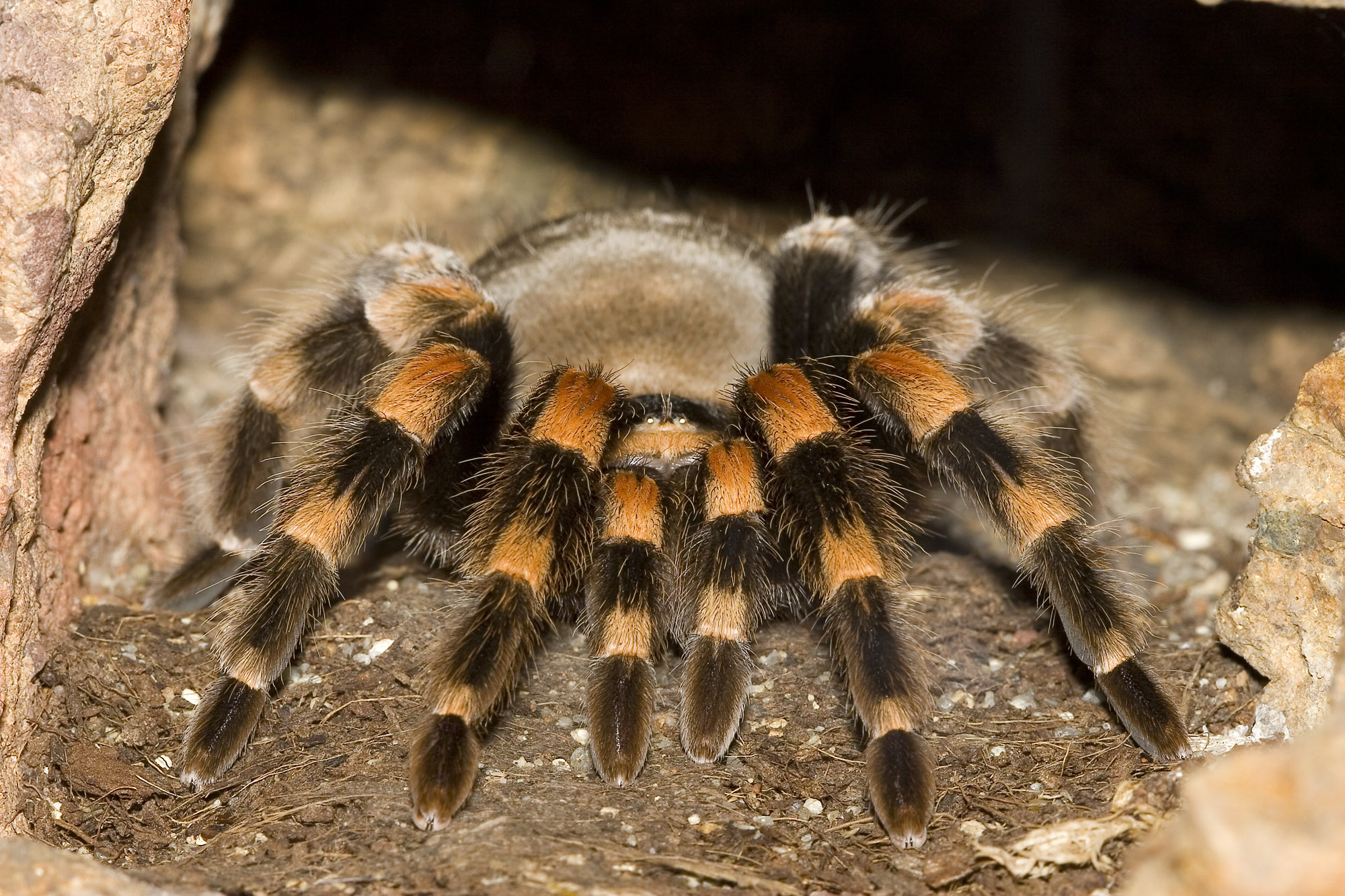
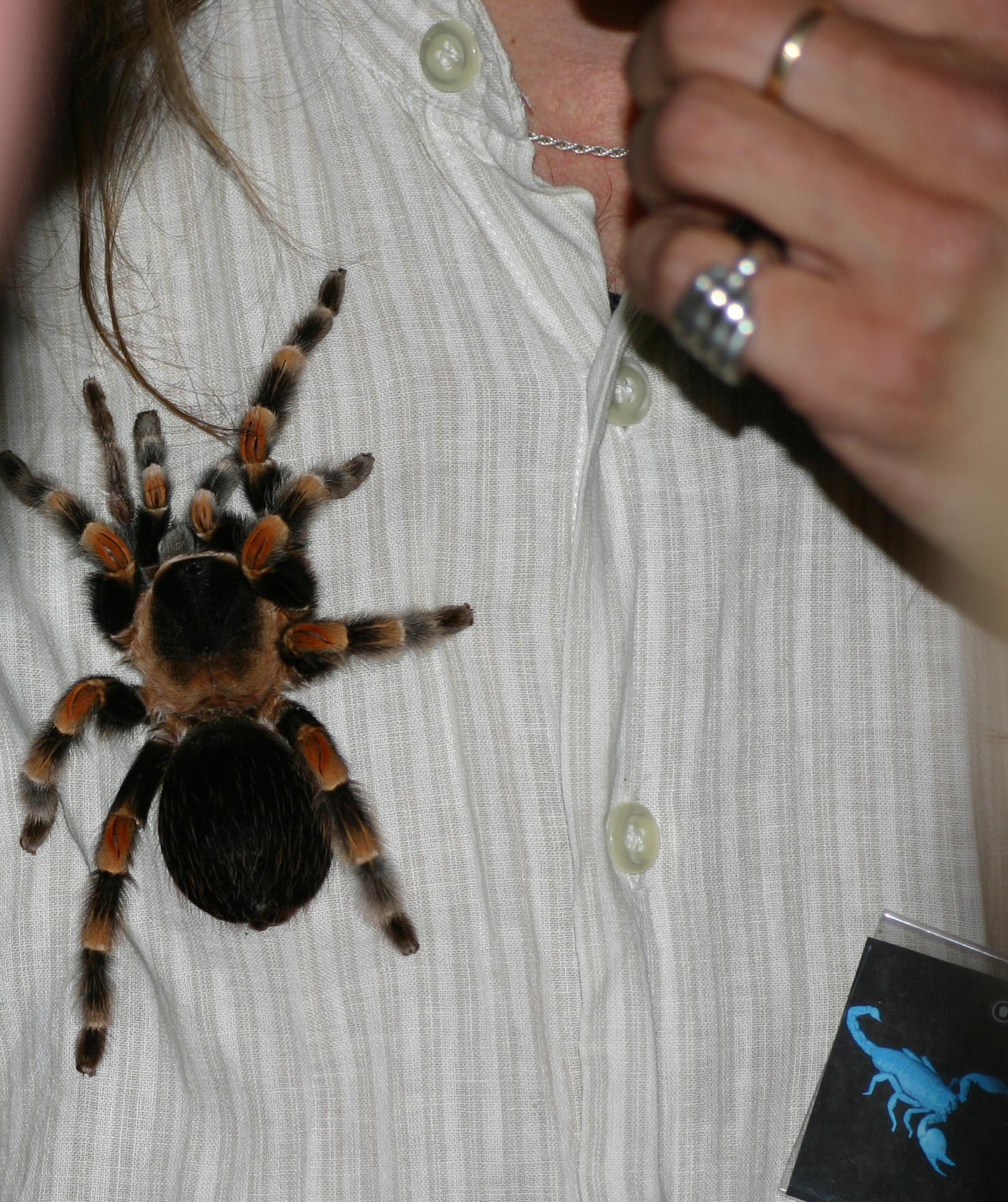
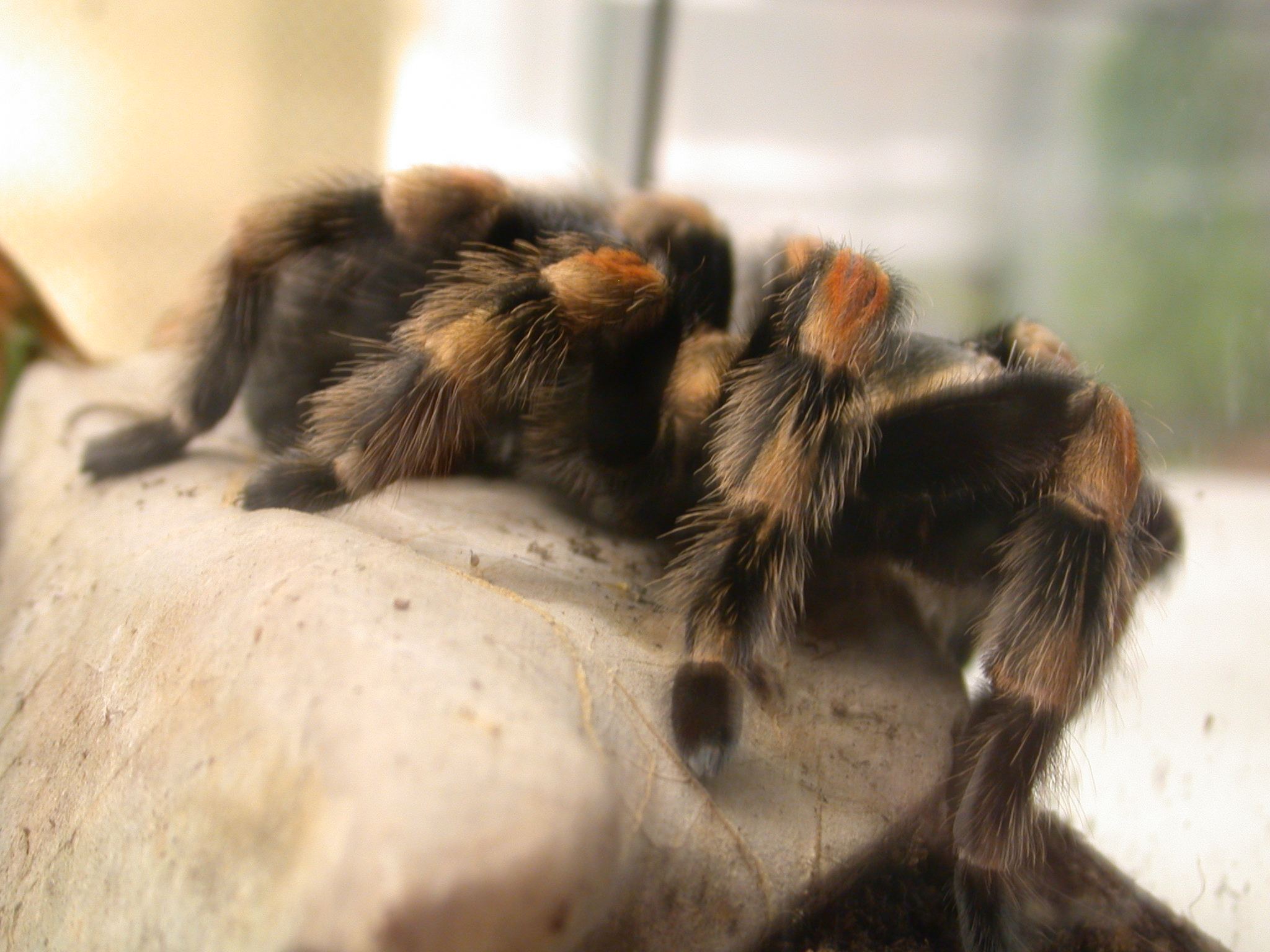
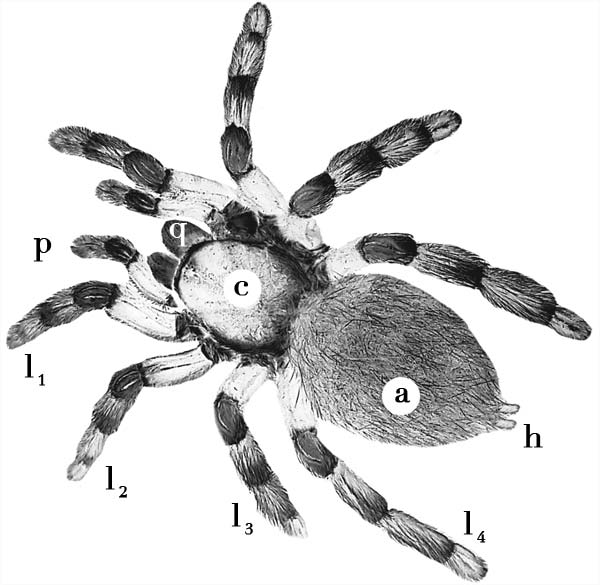